# Palaeophis
Palaeophis — викопний рід змії вимерлої родини Palaeophiidae, що існував з кінця крейди по еоцен (70,6-34 млн років тому). Викопні рештки представників роду знайдені в Англії, Франції, Данії, Марокко, Малі, Нігері, Україні, Середній Азії та США.

## Опис
Вид Palaeophis casei сягав 1,3 м завдовжки, а Palaeophis colossaeus, що відомий з єдиного хребця, сягав 9 м. Більшість видів були морськими тваринами, проте деякі мешкали в естуаріях річок.